# 도쿠가와 미쓰사다
도쿠가와 미쓰사다(일본어: 徳川光貞, 1627년 1월 18일 ~ 1705년 9월 14일)는 기슈번 제2대 번주이다. 기슈 도쿠가와가 제2대 당주. 에도 막부 8대 쇼군인 도쿠가와 요시무네의 부친이며 기슈의 초대 번주이자 도쿠가와 이에야스의 10남인 도쿠가와 요리노부의 장남이다. 아명은 나가토미마루. 도쿠가와 미쓰토모, 도쿠가와 미쓰쿠니, 3대 쇼군 도쿠가와 이에미쓰, 마쓰다이라 요리시게와는 사촌간이다.

## 생애
1627년 기이국 와카야마성(和歌山城)에서 태어났다. 모친은 도쿠가와 요리노부의 측실 리신인(理真院, 나카가와씨中川氏)이다.
1667년 부친 요리노부로부터 번주의 자리를 물려받아 31년 간 기슈 번을 통치하였다. 5대 쇼군인 도쿠가와 쓰나요시에게 아들이 없자 쓰나요시의 유일한 외동딸인 쓰루히메(鶴姫)를 장남 쓰나노리의 아내로 맞아들여 후계자 경쟁에서 우위를 차지하고자 하였으나 쓰루히메가 요절하면서 6대 쇼군의 자리는 도쿠가와 이에노부에게로 넘어갔다. 1705년 쓰나노리가 사망한 뒤 같은 해 미쓰사다 또한 만 78세의 나이로 사망하였다.

## 자녀
- 정실 덴신인(天真院) : 후시미노미야 사다키요의 딸
- 측실 지오인(瑞応院) : 야마다 씨(山田氏)
  - 장남 도쿠가와 쓰나노리(徳川綱教) : 기슈 번 3대 번주
- 측실 신뇨인(真如院) : 미야자키 씨(宮崎氏)
  - 삼남 도쿠가와 요리모토(徳川頼職) : 기슈 번 4대 번주
- 측실 오유리노 가타(お由利の方)
  - 사남 도쿠가와 요시무네(徳川吉宗) : 기슈 번 5대 번주, 8대 쇼군
- 생모 미상
  - 차남 지로키치(次郎吉)
  - 미쓰히메(光姫) : 이치조 후유쓰네(一条冬経)의 정실
  - 에이히메(栄姫) : 우에스기 쓰나노리(上杉綱憲)의 정실
  - 노리히메(育姫) : 사타케 요시미쓰(佐竹義苗)의 정실
  - 2녀

## 같이 보기
- 고산케
- 신판 다이묘

| 전임 도쿠가와 요리노부 | 제2대 기슈번 번주 (기슈 도쿠가와가) 1667년 ~ 1698년 | 후임 도쿠가와 쓰나노리 |